# 야쿠트어 위키백과

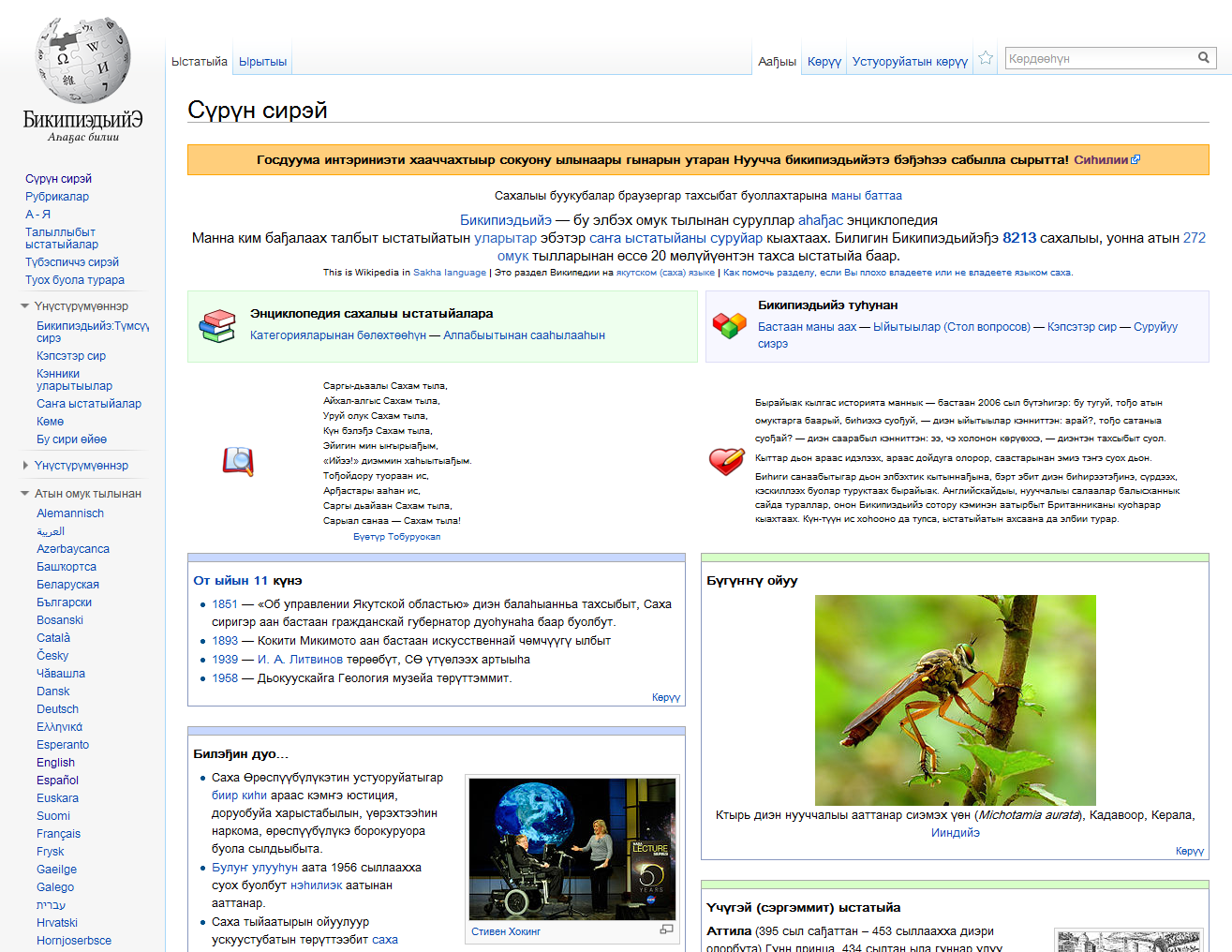

야쿠트어 위키백과는 야쿠트어로 운영되는 위키백과이다. 기호는 sah이다.